# Ciprian Pandea
Ciprian Pandea (n. 10 decembrie 1986, Ștefan cel Mare, România) este un senator român, ales în 2020 din partea PNL. 